# Frenzal Rhomb
Frenzal Rhomb est un groupe australien de punk rock, originaire de Sydney, en Nouvelle-Galles du Sud.

## Histoire

### Années 1990–2000
Frenzal Rhomb est formé en 1992 dans la banlieue de Newtown à Sydney avec Alexis « Lex » Feltham à la basse et Jason Whalley au chant,. Feltham et Whalley étaient camarades de classe au lycée St Ives à St Ives,. Whalley avait commencé un baccalauréat ès arts en philosophie à l'Université de Sydney lorsqu'il forme Frenzal Rhomb en tant que groupe de punk rock. Le groupe est formé pour prendre part à une bataille de groupes et à ce stade, il n'était pas considéré comme un groupe de punk rock. 
En mars 1995, Frenzal Rhomb sort son premier album studio, Coughing Up a Storm, chez le sous-label Shagpile Records de Shock Records,. Perske est remplacé par Nat Nykyruj à la batterie avant la parution de l'album. L'album présente le favori des fans, Genius. En octobre 1997, il est rebaptisé Once a Jolly Swagman Always a Jolly Swagman et publié avec des morceaux bonus par le label américain Liberation Records. Au milieu de 1995, le groupe soutient NOFX lors de sa tournée nationale. Fat Mike, membre de NOFX, également propriétaire de Fat Wreck Chords, signe le groupe sur son label, et sorti l'EP 4 Litres aux États-Unis,.
En juillet 1996, Frenzal Rhomb sort son deuxième album, Not So Tough Now, produit par Tony Cohen (Nick Cave and the Bad Seeds, TISM, Dave Graney), Kalju Tonuma (Nick Barker, The Mavis's) et Frenzal Rhomb. Juste après son apparition, Costello est remplacé par Lindsay McDougall à la guitare principale et aux chœurs – Costello part étudier à l'université et devient militant des droits des animaux,. En novembre, le groupe publie un CD EP, Punch in the Face et, en janvier 1997, ils se produisent au Big Day Out. À la fin de cette année-là, ils font une tournée aux États-Unis pour soutenir Blink-182.
En mars 1999, ils sortent leur prochain album, A Man's Not a Camel, produit par Eddie Ashworth et soutenu par une tournée nationale,,
. Depuis novembre 2011, il reste l'album de Frenzal Rhomb le mieux classé. Il a donné naissance à leur single le mieux classé, You Are Not My Friend (août), qui a atteint la 49e place
. Le critique d'album d'AllMusic, Mike DaRonco, ressent « le premier deux chansons sont géniales dans ce genre pop punk accrocheur et ludique, mais le reste… tombe dans le piège d'avoir tous leurs morceaux sonnant comme une seule grande et longue chanson. » L'album présente également les favoris des fans We're Going Out Tonight et Never Had So Much Fun.
En avril 2003, le groupe sort Sans Souci, qui apparaît dans le top 50. La version initiale de l'album comprenait un DVD bonus de cinq titres avec des séquences live et des clips vidéo.

### Hi-Vis High Tea(2017–2023)
Le neuvième album studio de Frenzal Rhomb, Hi-Vis High Tea, sort le 26 mai 2017 sur CD, LP (vinyle) et en téléchargement numérique. Il est de nouveau enregistré au studio The Blast Room par Bill Stevenson. Le premier single de l'album, Cunt Act, sort le même jour ; ainsi qu'une série de dates nationales avec Totally Unicorn.
Après 17 ans, Tom Crease quitte le groupe à la mi-2019 en raison de problèmes d'audition persistants. Il est remplacé par Michael « Dal » Dallinger, anciennement du groupe de punk rock Local Resident Failure (de Newcastle) - par coïncidence, un groupe nommé d'après une chanson de Frenzal Rhomb. Le groupe se produit ensuite au festival Hotter than Hell 2020, qui finit par être leurs derniers concerts depuis plus d'un an en raison de la pandémie de Covid-19. Le groupe fait son retour live au 170 Russell de Melbourne le 23 avril 2021. Une tournée nationale suit en mai, avec des performances aux festivals Full Tilt et Spring Loaded.

### The Cup of Pestilence(depuis 2023)
Fin 2022, le groupe confirme travailler sur un album. Le 15 février 2023, le groupe annonce son dixième album studio, The Cup of Pestilence, sorti le 7 avril. L'annonce est intervenue avec la sortie de son ouverture. piste et premier single, Where Drug Dealers Take Their Kids. Le 22 mars 2023, Frenzal Rhomb sort sa deuxième et dernière chanson de l'album, Thought It Was Yoga But It Was Ketamine.

## Discographie

### Albums studio
- 1994 : Dick Sandwich
- 1995 : Coughing Up a Storm
- 1996 : Not So Tough Now
- 1997 : Meet the Family
- 1998 : Mongrel
- 1999 : A Man's Not a Camel
- 2000 : Shut Your Mouth
- 2003 : Sans Souci
- 2004 : For the Terms of Their Unnatural Lives
- 2006 : Forever Malcolm Young
- 2011 : Smoko at the Pet Food Factory
- 2017 : Hi-Vis High Tea
- 2023 : The Cup of Pestilence

### EP et singles
- 1994 : Sorry about the Ruse
- 1995 : 4 Litres
- 1996 : Parasite
- 1996 : Punch in the Face
- 1997 : Disappointment
- 1997 : There's Your Dad
- 1997 : Mr. Charisma
- 1998 : Mum Changed the Locks
- 1998 : Some of My Best Friends are Racist
- 1999 : We're Going Out Tonight
- 1999 : You Are Not My Friend
- 1999 : Never Had So Much Fun
- 1999 : I Miss My Lung
- 2000 : War
- 2001 : Coming Home
- 2003 : Bucket Bong
- 2003 : Punisher
- 2003 : Russell Crowe's Band
- 2004 : Looking Good
- 2006 : Forever Malcolm Young

### Autres apparitions
- 1999 : Short Music for Short People
- 2004 : Rock Against Howard